# Tolna hypogrammica
Tolna hypogrammica là một loài bướm đêm trong họ Erebidae.